# Biernacice (województwo dolnośląskie)
Biernacice (niem. Bernsdorf) – wieś w Polsce położona w województwie dolnośląskim, w powiecie ząbkowickim, w gminie Ziębice.
| SIMC       | Nazwa              | Rodzaj  |
| ---------- | ------------------ | ------- |
| nie nadano | Kolonia Biernacice | kolonia |

## Podział administracyjny
W latach 1975–1998 miejscowość administracyjnie należała do województwa wałbrzyskiego.

## Historia
Początki miejscowości sięgają pierwszej połowy XIV w. W latach 1396–1810 Biernacice należały do zakonu cystersów z Henrykowa. W herbarzu szlachty śląskiej Romana Sękowskiego, można znaleźć informację, że w XVII w. Jan Jerzy, syn Pawła von Gaba und Ribian, nabył majątki Osiny Małe i Biernacice koło Ząbkowic Śląskich. Być może część wioski została przez cystersów sprzedana. Ziębicka linia rodziny von Gaba wygasła w 1795 r., wraz ze śmiercią Wacława Fryderyka Rudolfa (ur. 1715). Dwa lata po sekularyzacji majątków klasztornych przez króla pruskiego Fryderyka Wilhelma III, w 1812 r., miejscowość nabyła Fryderyka Luiza Wilhelmina von Hohenzollern, żona księcia Wilhelma orańskiego, późniejszego króla Niderlandów. Majątek w Biernacicach wchodził w skład należących do Wilhelma orańskiego dóbr henrykowskich (Gesamtherrschaft Heinrichau). Następnie posiadłość odziedziczyła ich córka księżniczka Zofia orańska. W 1842 r. Zofia orańska (1824–1897) wyszła za mąż za Karola Aleksandra, wielkiego księcia Sachsen-Weimar-Eisenach. W ten sposób majątek w Biernacicach znalazł się w rękach dynastii Wettinów. Kolejnym właścicielem posiadłości był wielki książę Wilhelm Ernest (zm. 1923). Następnie dobra należały do jego dzieci: Zofii (1911–1988), Karola Augusta (1912–1988), Bernarda (1917–1986) i Jerzego Wilhelma (ur. 1920). W latach 30. XX wieku, część posiadłości została wykupiona przez Śląską Spółkę Ziemską i rozparcelowana. Po II wojnie światowej majątek rodziny książęcej został znacjonalizowany. W folwarku w Biernacicach urządzono Stację Hodowli Roślin.

## Zabytki
Do wojewódzkiego rejestru zabytków wpisane są:
- kościół pw. św. Donata, obecnie pw. Najświętszej Maryi Panny Królowej Polski, z XVIII w.
- pałacyk (nr 51), z 1890 r.

## Kościół
Kościół w Biernacicach wybudowano w 1705 roku i początkowo nosił wezwanie św. Donata. W 1938 roku został przebudowany do swojej dzisiejszej formy. Wraz z przebudową zmianie uległo również wezwanie. Obecnie jest to kościół pw. Najświętszej Maryi Panny Królowej Polski. Z poprzedniej świątyni zachowały się cynowe lichtarze z XVIII w. Kościół należy do parafii św. Wawrzyńca w Osinie Wielkiej w dekanacie ziębickim.

## Pałacyk
W rejestrze zabytków sztuki jako datę budowy pałacyku w Biernacicach podano 1890 r. W tym czasie majątek w miejscowości należał do rodziny książąt Sachsen-Weimar-Eisenach. Wobec braku materiałów źródłowych trudno stwierdzić jakie funkcje pełnił ówcześnie budynek w Biernacicach. Być może mieszkał w nim zarządca majątku, lub była to rezydencja jednego z członków rodziny książęcej. Budynek powstał w stylu neorenesansowym. Jest murowany z cegły, potynkowany, wzniesiony na planie nieregularnego czworoboku, dwukondygnacyjny, z trzykondygnacyjnym ryzalitem zwieńczonym szczytem schodkowym i kwadratową wieżą, nakryty dachami dwuspadowymi. Posiada przyziemie boniowane, okna w opaskach uszatych, z prostokątnymi i trójkątnymi nadokiennikami. Do pałacu przylega park krajobrazowy z II połowy XIX w. Po II wojnie światowej był on obiektem mieszkalnym dla okolicznych rodzin. Obecnie pałacyk można zobaczyć jedynie z zewnątrz. Budynek jest zabezpieczony przed wejściem do środka, stanowi własność prywatną.